# Acero quirúrgico

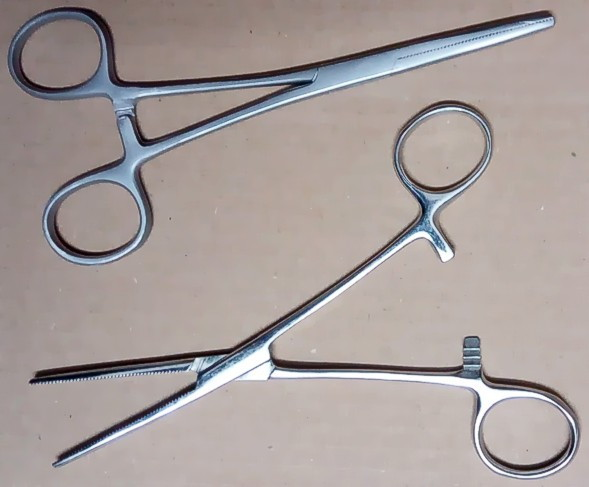
Pinzas hemostáticas, fabricadas en acero quirúrgico.

El acero grado quirúrgico es un tipo de acero utilizado para los diversos instrumentos que se emplean en las operaciones quirúrgicas (tales como bisturí, pinzas, tijeras etc.), denominados instrumental quirúrgico. Este acero es escogido para este fin por su característica de no provocar reacciones alérgicas en la mayoría de las personas.
El acero quirúrgico es una variación del acero que comúnmente se compone de una aleación de cromo (12–20%), molibdeno (0,2–3%) y, en ocasiones, níquel (8–12%). El cromo le da a este metal su resistencia al desgaste y corrosión. El níquel le da un acabado suave y pulido. El molibdeno le da mayor dureza y ayuda a mantener la agudeza del filo.

## Características
La palabra quirúrgico se refiere a que este tipo de acero es un buen elemento para la fabricación de instrumental quirúrgico, ya que es fácil de limpiar, esterilizar, fuerte y resistente a la corrosión. La aleación de níquel, cromo y molibdeno también se utiliza para implantes de ortopedia como una ayuda para la regeneración de los huesos, como parte estructural de las válvulas artificiales de corazón y otros tipos de implantes metálicos. Una complicación potencial es la reacción sistémica al níquel.
Hay dos principales variedades de acero inoxidable: ferrítico y austenítico. La mayor parte del instrumental quirúrgico se elabora con un acero ferrítico, que se puede templar para alcanzar mayores durezas que el acero austenítico. Los aceros quirúrgicos más comunes son el inoxidable SAE 316 y los aceros inoxidables  martensíticos SAE 440, SAE 420, y SAE 630.
Hoy en día, en vez del acero quirúrgico, se usa el titanio en procedimientos que requieren de un implante metálico permanente. El titanio es un metal reactivo, cuya superficie se oxida rápidamente a la exposición aérea, creando una superficie de óxido estable microestructurada. Ello es una buena superficie para que el hueso crezca y se adhiera a los implantes ortopédicos, pues es incorrosible después de ser implantado. Por lo que el acero quirúrgico suele ser empleado en implantes temporales y el titanio, más caro, para los permanentes.
Según el tipo de instrumental, la aleación utilizada varía ligeramente para obtener más filo o fuerza.
Los implantes y el instrumental que pueden ser puestos bajo presión (tornillos para comprimir huesos y placas con tornillos para unirlos, prótesis, etc.) se fabrican de acero austenítico, porque es menos quebradizo.